# Sclethrus
Sclethrus es un género de insecto coleóptero de la familia Cerambycidae. Fue descrito por el entomólogo inglés Edward Newman en 1842.

## Especies
Las especies de este género son:.
- Sclethrus amoenus Gory, 1833
- Sclethrus borneensis Han & Niisato, 2009
- Sclethrus malayanus Han & Niisato, 2009
- Sclethrus mirabilis Han & Niisato, 2009
- Sclethrus newmani Chevrolat, 1863
- Sclethrus ohbayashii Han & Niisato, 2009
- Sclethrus satoi Han & Niisato, 2009
- Sclethrus stenocylindrus Fairmaire, 1895
- Sclethrus sumatrensis Han & Niisato, 2009